# Порцеляно-фаянсова промисловість України
Порцеляно-фаянсова промисловість — галузь керамічної промисловості України.

## Історія
В Україні вперше випуск порцеляни був організований наприкінці XVIII століття. Розвитку фаянсової й порцелянової справи сприяли великі поклади каоліну на Волині та Чернігівщині. У цих місцях і будувались заводи.

### Річ Посполита та Російська Імперія

#### Порцелянові та фаянсові заводи на Правобережжі
Історія порцеляно-фаянсової промисловості в Україні тісно пов'язана з історією розвитку порцеляно-фаянсових заводів у невеликому районі Правобережної України, яка входила до складу Волинської губернії (Коростенський, Довбишанський, Баранівський, Корецький, Олевський та Кам'янобрідський). Це було зумовлено наявністю сприятливих економічних умов, як то наявність лісових масивів — паливних покладів сировини, каоліну, пегматиту, відносна близькість до Західної Європи. Збереглися дані про наявність таких  підприємств, які випускали фаянс та (або)  порцеляну починаючи з XVIII ст.Також існували давні підприємства по виготовленню "фарфуру" на теренах Галичини. Нижче наведені дані по населених пунктах та прізвищу засновника та роки заснування.
- Барановка — порцеляна, брати Мозери (засновано 1803 р.)[3]
- Бараші — порцеляна, А. Рациборська (1854—1910 рр.)[3]
- Бердичів — фаянс, О. Зусман (1890—1899 рр.)
- Білотин — порцеляна, кн. Яблоновський (близько 1850—1880-ті рр.)
- Горошки (нині частина Полонного) — А. Бахмутський (засновано близько 1865 р.)[4]
- Городниця — спочатку фаянс, потім — порцеляна, кн. Ю. Чарторийський(засновано 1807 р., за іншими даними — 1799 р.[5])
- Житомир — дві фабрики фаянсу (одна на початку ХІХ ст., інша заснована близько 1880 року Менчинським).
- Жовква з передмістям Глинське — фаянс, кахлі, порцеляна — Собеські-Радзівілли (XVIII—ХІХ ст.) [6][7]
- Довбиш — порцеляна, брати Пржибильські[8] (засноване 1840 р.)
- Ємільчине — порцеляна, гр. Уваров (1820—1852 рр.)
- Залізці — фаянс (середина ХІХ ст.)[9]
- Кам'яний Брід — фаянс, Ф. Зуссман (засноване 1876 р.)
- Корець — порцеляна, кн. Ю.Чарторийський (1784—1831 рр.)
- Коростень — порцеляна, Пржибильський.
- Олевськ — порцеляна, А. Карант, М. Кушнірський (1909 р.)[10]
- Полонне — фаянс, санітарні вироби, пізніше порцеляна, М. Шапіро (засноване 1889 р.)
- Потеличі — фаянс (близько 1850—1890-ті рр.)[9]
- Романів — порцеляна, (1860—1880-ті рр.).
- Чуднів — кн. Прот Потоцький (кінець XVIII ст.).
- Смолків (?) — кн. А. Радзівілл, перша половина XVIII ст.[2].
- Топорівка (?), Новоград-Волинського повіту — М. Обухов, фабрика електротехнічних виробів (заснована близько 1902 р.)[2].
- Хоровець (?) повіту острозького — Фінкельман (заснована близько 1880 р.)[2]

##### Корецька порцеляна

Корецька тарілка

Перша порцелянова мануфактура в Україні була сформована в 1784 році у володінні найбільшого магната Правобережжя Юзефа Чарторийського на околиці Корецького замку. Виробництво виявилось вигідним. Першим директором фабрики став польський інженер Франтішек Франциск Мезер. У травні 1790 року Мезеру вдалося отримати вироби з місцевого матеріалу. Після Мезера фабрику очолив кераміст з Севрської порцелянової мануфактури — Шарль Меро. Завод успішно випускав посуд, аптекарське приладдя. В 1810 році після смерті Чарторийського становище погіршилося. Виробництво проіснувало до 1832 року.

#### Лівобережжя
На Лівобережній Україні склалася зовсім інша ситуація. Широкого розповсюдження порцеляно-фаянсове виробництво у цьому регіоні не набуло, а було представлене лише кількома заводами, продукція яких зараз дуже поціновується колекціонерами. Першим порцеляновим заводом тут став завод у селі Волокитине Глухівського повіту (нині Путивльський район Сумської області)

##### Волокитинська порцеляна
Село належало Андрію Миклашевському, багатому поміщику польського походження, спадкоємцю Стародубського полковника Михайла Миклашевського. За гетьмана Мазепи останній був осавулом і в 1688 році отримав село Волокитине.
В цей час глухівська або полошкинська глина широко використовувалася на одному з перших в російській імперії заводі Ф. Гарднера, який було засновано під Москвою в 1754—1759 pp., а також і на заводі в Петербурзі й на заводі Ауербаха.
У 1839 році, бажаючи використати глину, яка здавна видобувалася в с. Полошки того ж повіту, Миклашевський побудував великий порцеляновий завод. Для його облаштування був запрошений із Франції технік Дарт, який побудував завод та керував виробництвом до 1851 року, але потім був замінений російським майстром з числа тимчасово зобов'язаних селян пана Миклашевського. Початково справа йшла досить вдало, господарські розрахунки, засновані на дешевій праці кріпаків, і спрямованість заводу на виготовлення дорогоцінних предметів розкоші принесли значні прибутки власнику. Чудовий посуд, вази і дорогоцінні прикраси, вироблені його заводом, у великій кількості розходились по всій Російській імперії. Він мав депо в Петербурзі, його лавки були на головних ярмарках, магазини в Москві, Києві, Харкові, Чернігові, Полтаві, Нижньому Новгороді.
Порцеляна поставлялася до Імператорського двору і вже на самому початку роботи фабрики її продукція була відмічена великою срібною медаллю на Всеросійській виставці 1839 року, а на виставці 1849 року популярність Волокитинської порцеляни була підтверджена вже золотою медаллю.
Проте, ці успіхи були тимчасовими. Передчуття Селянської реформи призвело до погіршення збуту виробів. Починаючи з 1856 року попит на вироби Миклашевського значно впав: колись нові закордонні зразки застаріли, і почався занепад фабрики. До числа негативних факторів відноситься також виникнення нових фабрик ближче до ключових місць збуту виробів. Завод почав працювати збитково. У 1860 році було вироблено посуду на 12025 карбованців при 102 працівниках. У тому ж році продано товару на 11450 карбованців, тоді як витрати на виробництво досягли 13471. Відповідно, чисті збитки становили 2021 карбованець.
Заводу Миклашевського, завдяки чудовій глині, вдавалось виготовляти масу для порцеляни чудової білизни й краси. Глазур була така художня, а вироби настільки різноманітні, що багато різних виробів заводу користувались великим попитом у покупців та деяких колекціонерів.
Особливо славилися волокитинські майстрині — талановиті сільські дівчата, спеціально навчені в створеній при фабриці школі, вони привнесли в продукцію виразні національні мотиви. Підприємці того часу дивувалися, як це розпис порцеляни простими сільськими мешканцями ведеться на такому високому рівні і з відмінним смаком.
Асортимент порцеляни Волокитинського заводу набагато ширший, ніж інших українських підприємств. Він випускав скульптуру, а також предмети оздоблення інтер'єра (розкішні порцелянові люстри й рами для картин), архітектурні деталі (декоративні наріжники), облицювальні порцелянові плитки для камінів і цілі іконостаси.
Більшість посуду Волокитинського порцелянового заводу, виготовленого з розрахунку на заможного покупця, характерна невмілим наслідуванням поширеного ще в середині XVIII століття стилю рококо. Це так зване повторне рококо XIX століття, яке відзначалося складними формами, орнаментом у вигляді різнорідних завитків, перевантаженим елементами оздоблення, в першу чергу важкими композиціями з рельєфних квітів, китиць, фруктів, птахів тощо. Як правило, все це доповнювалося багатим золоченням.
Скульптури Волокитинського заводу відзначалися самобутнім характером. Поодинокими є вироби з місцевими сюжетами. Але у них зображення селян мало присмак екзотики. Ставилася мета показати цікаві місцеві типи.
Окремим видом пластики Волокитинського заводу були побутові скульптурні предмети — кухлі у вигляді сидячої фігури німецького бюргера — веселого товстуна, у вигляді голови негритянки у східному головному уборі або міфічного сатира.
Значну і найцікавішу частину Волокитинської порцеляни складала мала скульптурна пластика. У XIX столітті ці вироби цілком офіційно називали лялями. На інших заводах України нічого подібного не виготовляли до кінця 1850-х років. Сюжети порцелянових фігурок можна розділити на декілька тематичних груп: історичні, літературні, пасторально-сентиментальні та побутові.
У портретній галереї Волокитинської скульптури почесне місце займають зображення монархів — англійського короля Карла І, російських імператорів Петра І і Павла І, французького імператора Наполеона Бонапарта. До речі, цілий сервіз під назвою «Наполеон в Росії» волокитинські майстри присвятили цьому полководцеві та його армії. Мініатюри, що прикрашали сервіз, зображували перипетії невдалого походу великого полководця на схід.
Вся тематика скульптурного асортименту свідчить про негайну реакцію виробників на культурні та політичні події європейських столиць.
Найвідоміший твір волокитинської порцеляни — це статуетка Українка. Згідно з легендою, прототипом цієї витонченої мініатюри стала місцева красуня. Порцелянова фігурка дівчини в національному одязі, типовому для Лівобережної України, збереглася до наших днів усього в дев'яти екземплярах.
У 40-ві роки створювалася в основному пластика на французьку тематику, наприклад, фігурки Жанни д'Арк, Генріха IV, персонажі роману В. Гюго Собор Паризької богоматері.
Ще один тип сюжетно-портретних зображень — шаржі. Найсмішніша, а тому і найпопулярніша з них — чорнильниця-шарж Бібліофіл. Це — пародія на бібліотекаря-романіста Шарля Нодье, виконана з гравюри французького художника 30-50-х років XIX століття. Бенжамена Рубо. Чорнильниця Півень — це шарж на романіста Шарля-Поля де Кок. Оскільки прізвище письменника у французькій мові означає півень, то чорнильниця була зроблена у вигляді півня, що стоїть на стопці книг, з портретними рисами романіста.
Посуд, призначений для продажу широким колам населення, був хоча і скромно, проте зі смаком оздоблений. Характерною його рисою є більша простота форм та стриманість у декоруванні. Чашки прикрашені розписом у вигляді невеличких букетів квітів або тільки кольоровими обідками у сполученні з вузенькою смужкою стилізованого рослинного орнаменту. Невеличкі дзбаночки оздоблювалися здебільшого розкиданими квітами або двома-трьома букетами.
У 40-х роках XIX століття на виробах фабрики марка ставилась французькою мовою. Потім був овальний знак з тисненням. Наприкінці 40-х — на початку 50-х — знак у вигляді відтисненого кола. На більшості виробів 50-х років була марка з комбінацією букв імені та прізвища господаря заводу. Рідше — марка у вигляді літери М у квадраті.
Унікальним твором заводу був широко відомий свого часу іконостас, виготовлений у 1856—1857 роках на фабриці з порцеляни для Волокитинської церкви. У ньому химерно з'єдналися традиції українського бароко, смаки місцевих умільців і технічні особливості виготовлення великогабаритної розписаної порцеляни. Він складався з чотирьох монументальних колон, що підтримували верхній карниз. Угору по стрижнях колон вилася профільована спіраль, в яку впліталася виноградна гілка. Великі ікони першого ярусу були оправлені у порцелянові рами, а шість ікон на царських воротах — намальовані на порцелянових плакетках. Порцеляновими ажурними вставками були заповнені також прорізи другого ярусу. На жаль, ні унікальний іконостас, ані церква, яку він прикрашав, не збереглися, як не збереглася і волокитинська садиба Миклашевських. Уціліли лише окремі фрагменти іконостасу. Вони зберігаються в Києві, в Державному архітектурно-історичному заповіднику Софійський музей. А в путивльському Спаському соборі можна побачити один з порцелянових свічників Волокитинського заводу. Є волокитинська порцеляна і в Путивльському краєзнавчому музеї.
Проіснувала фабрика лише 22 роки — до 186 року. Зі скасуванням кріпацтва фабрикант позбувся дармової робочої сили, і виробництво не змогло пристосуватися до нових економічних умов.

##### Києво-Межигірська фаянсова фабрика

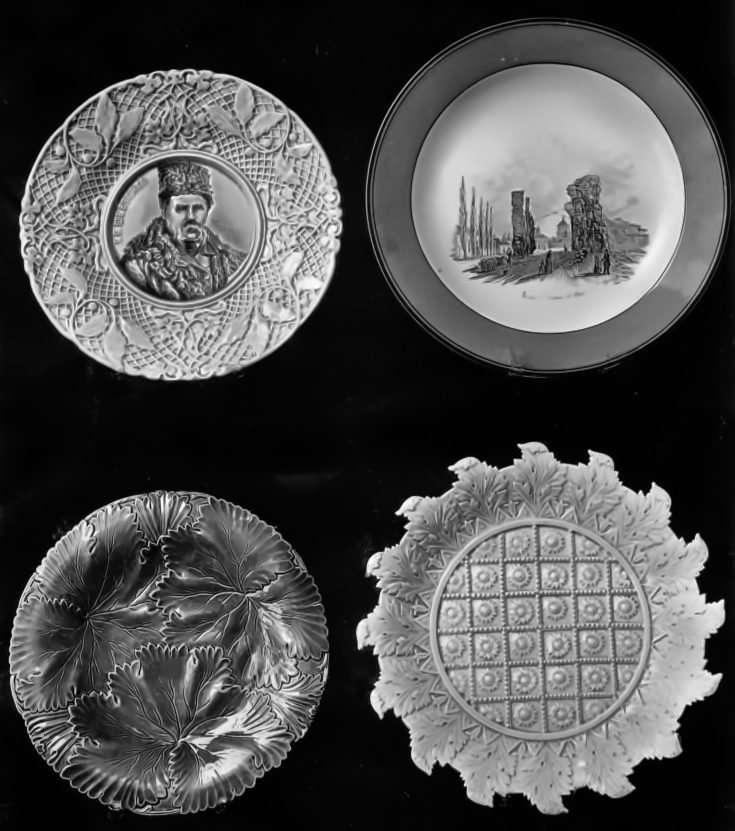
Зразки Межигірського фаянсу

Києво-Межигірська фаянсова фабрика була заснована у 1798 році і стала одною з провідних фабрик по виробництву фаянсу не тільки на Лівобережжі, але й в усій Російській Імперії. Право на заснування фабрики Катерина II надала Київському магістратові, визнавши цим статус фабрики як державної. Нагляд за діяльністю підприємства було покладено на київського генерал-губернатора.Фабрика розмістилася в стінах зліквідованого Межигірського монастиря. Продукція межигірців відрізнялася національним колоритом, зокрема використанням українського орнаменту.В асортименті виробів фабрики було понад 120 назв - чайні й столові сервізи, вази, салатниці, фруктовниці, лампади, «роги достатку», декоративні таці з портретами Шевченка, Костомарова, Куліша, Ґарібальді,з київськими краєвидами. Києво-Межипрський фаянс мав репутацію найкращого в країні. Саме на цьому підприємстві, починаючи з 1811 р., вперше з-поміж вітчизняних виробників фарфору та фаянсу в оздобленні виробів застосовують техніку друку.  Пізніше з’являється серія тарілок, прикрашених друкованими зображеннями краєвидів та архітектурних пам’яток Києва, Межигір’я та інших міст. 

##### Фаянсова фабрика Кузнєцова в Будах
У 1887 році Матвій Кузнєцов, відомий на той час підприємець, заснував фаянсову фабрику в містечку Буди поблизу Харкова. Вибір місця для відкриття Будянської фабрики виглядає досить суперечливим, адже тут була відсутня паливна та сировинна база.
Постачання основних видів сировини та палива в середньому становила від 90 до 100 % вартості, а в окремих випадках сягала 170 % і навіть 375 відсотків. Розташування поряд із сировинною базою значно б скоротило логістичні витрати.
Проте, в умовах, за яких створювалась фабрика, виробничі фактори не мали вирішального впливу. В той час майбутнє будь-якого підприємства визначалося чималим переліком чинників, з яких основні мали комерційний та торговельний характер. Також всі інші фабрики, які знаходились тоді у власності товариства Кузнєцова, розташовані були на значних відстанях від великих торгових та міських центрів і тільки одна Ризька фабрика знаходилась у самій Ризі. Коли для Кузнєцова стала зрозумілою доцільність будівництва фаянсової фабрики в Україні, перед ним постало питання про вибір місця для нового підприємства. Умовою була безпосередня близькість до найбільшого українського торговельного центру, яким було визнано місто Харків.
Цими мотивами й пояснюється початкове будівництво фабрики у Вовчій Поляні, що знаходиться в дев'яти верстах від Люботина та в 32 верстах від Харкова. Але віддаленість Вовчої Поляни від залізниці та пов'язана з цим необхідність транспортування виключно гужовим транспортом зіграла негативну роль. Ще декількома перевагами нового наміченого місця — селища Буди стала вигідна пропозиція на купівлі дешевих земельних маєтків разом із винокурнею пана Котляра, можливість найму з близьких сіл дешевої робочої сили, наявність поблизу від запланованого місця будівництва великих лісових масивів, що давало змогу вирішити паливне питання, нарешті, прокладення через Буди залізниці Мерефа — Люботин. Саме це вплинуло на рішення Кузнєцова будувати фаянсову фабрику в Будах. Фабрика у Вовчій Поляні була негайно ліквідована, її устаткування та більша частина робітників були перевезені на нове місце.
Таким чином, у 1883 році почалась перебудова під фаянсове виробництво винокурного заводу Котляра та добудова необхідних за планом нових корпусів фабрики. Ці ремонтно-будівельні роботи були завершені наприкінці 1887 року, тоді фабрика за наявності 400 робітників частково почала роботу. Офіційне ж відкриття відбулось лише 1 жовтня 1888 року. З цього моменту фабрика почала своє життя, як самостійне підприємство з виробництва господарського фаянсу, за наявності всіх робітничих цехів, місячній виробничій потужності в 12000 пудів посуду, 7 круглих горнів та 800 робітників. Більшу частину робітників становили росіяни, до яких належали всі майстри та кваліфіковані працівники, рядові ж робітники набиралися з українців. Характерно, що на той час зручним визнавався спосіб територіального поповнення цехів працівниками — кожен цех обслуговувався робітниками, які були з одного села.
Завойовуючи ринок, розширюючи збут та залучаючи нових клієнтів, фабрика збільшувала й обсяг виробництва, нарощуючи випуск готової продукції. Разом з тим з'являлась необхідність збільшувати й виробничі площі, а також збільшувати потужність, вдосконалювати засоби виробництва. З цією метою будувались нові корпуси, збільшувались вже існуючі та встановлювалося нове обладнання, яке повинно було, з одного боку, збільшити виробничу потужність підприємства, а з іншого — в тій чи іншій мірі вплинути на раціоналізацію та вдосконалення виробничого процесу в цілому.
Формування збуту товарів було тісно пов'язане з різноманіттям асортименту, якого вимагав ринок, і який фабрика на той час самотужки виробляти не могла. Тому доводилось постійно мати на складах в достатній кількості продукцію інших фабрик товариства, головним чином порцеляну, яка йшла виключно, як підсортовка до дешевого Будянського фаянсу. Прагнення можливого зменшення витрат на зайві й дорогі перевезення призвело до відкриття при фабриці у 1894 році порцелянового відділу, при наявності 2 горнів та 300 робітників з виробництвом господарської порцеляни на суму 200000 карбованців на рік. Однак міркування щодо можливої та непотрібної для інших фабрик товариства з боку Будянки конкуренції змусили її виробляти лише дешеву порцеляну третього сорту, ціна якого при продажу не лише не виправдовувала виробничих витрат, але й з року в рік приносила збитки. У 1904 році нерентабельність порцелянового відділу була встановлена остаточно і в цьому ж році він був ліквідований.
Найбільшим досягненням фабрики в процесі її розвитку було встановлення тунельного горну безперервної дії, будівництво якого було завершене у 1911 році. Саме введення до дії тунельного горну призвело до цілого ряду переворотів в тепловому господарстві фабрики, докорінно змінивши виробничі можливості.
Будянський завод почав свою діяльність з так званого азійського фаянсу. Тут робили піали, пловниці, тарілки, чашки і блюдця за східними зразками. Ці речі оздоблювали друком з металевих валів та дощок, гравійованих майстром Василем Козловим. Східні візерунки квітів арабесками заповнювали всю площину піали чи пловниці. Інколи друковані малюнки підфарбовували вручну пензлями.
Одночасно з цим на заводі впроваджували у виробництво посуд для місцевого ринку — гранчасті тарілки, з вирізом чи валиком по краю, вази і лотки, салатники і сухарниці. Форми для цього посуду брали з Тверської та Пісочинської фабрик Кузнєцова. Місцеві майстри запропонували також свої форми трактирних полумисок за типом української глибокої миски, каструль, схожих на ринки, глечиків та горщиків з вогнетривкої маси. Більшість цих речей не мали художнього оздоблення. Квітковий декор, виконаний підполив'яними фарбами, мали лише тарілки й півмиски. Діяльність живописного цеху очолив майстер Олексій Базлов, що приїхав з Тверської фабрики. В Будах він залучив до роботи на заводі селянок — майстрів народних розписів.
Проте випуск масового посуду потребував механізованих засобів художнього оформлення. Під наглядом досвідченого майстра Дмитра Ємця на заводі було організовано великий цех підполив'яного і надполив'яного друку на тарілках, чашках і кухлях. Гравери створили серії малюнків квітів, краєвидів пам'ятних місць Петербурга, Харкова, Святогірська на Донбасі. На посуді також друкували портрети історичних і культурних діячів.
У справі посилення темпів розвитку фабрики також зіграли важливу роль порівняно часті та великі пожежі, які в 1901 та 1903 році знищили корпуси, які по-перше були не обладнані системами пожежегасіння, а по-друге, були дерев'яними. Отримані після пожежі значні страхові винагороди здійснили свій вплив на подальше переобладнання та розширення виробництва.

##### Інші  виробництва на Лівобережжі
Одним з найдавніших керамічних підприємств в Україні був заснований у 1799 р. Городницький порцеляновий завод.
На початку XX століття на Лівебережжі діяла ще одна фаянсова фабрика, яка знаходилась в Черкасах і належала підприємцю Н. А. Мирошниченку. Особливих успіхів фабрика не мала, підприємство було збитковим і неодноразово закривалось через брак коштів. 11 травня 1907 року фабрика згоріла від підпалу, здійсненого з метою отримання страхової премії, оскільки вона була застрахована в компанії Надєжда на 61000 карбованців. Таким чином господар хотів покрити свої збитки і розрахуватись з кредиторами.
У 60-х роках XIX століття було засновано фаянсову фабрику в селі Ушівці на Чернігівщині. Тут виробляли столовий і чайний посуд колишні майстри фабрики Миклашевського. Тарілки, блюда, кухлі та глечики розписували кольоровими емалями. Керамічну масу виготовляли з полошківського каоліну і глини з села Стахорщини колишнього Новгород-Сіверського повіту на Чернігівщині.
У кінці ХІХ століття У Києві працювала Фабрика кахляних виробів Анджейовського Й. А.
Хоча кількість заводів порцеляни і фаянсу на Лівобережжі була невеликою, деякі з них змогли скласти гідну конкуренцію не тільки знаменитому Імператорському порцеляновому заводу в Петербурзі, а й іноземним виробникам. Практично відразу після закриття Волокитинської мануфактури її вироби стали представляти велику колекційну цінність, оскільки за недовгий час свого існування завод Миклашевського увійшов до числа найкращих виробництв того часу.
Загалом у 1913 році в Україні діяло 9 заводів з виробництва фарфорових та фаянсових виробів.

### У часи СРСР
Після Жовтневої революції коли Україна опинилася у складі СРСР,  існуючі виробництва поступово були націоналізовані, переобладнані, також з'являлися нові підприємства. Після відновлення торговельних відносин з Туреччиною (перерваних після початку Першої світової війни), торговельне представництво СРСР уклало угоду на виготовлення порцелянового посуду для Туреччини і Єгипту, яку виконували Баранівський і Коростенський порцелянові, Будянський фаянсовий заводи. У 1924 році було засновано Київський експериментальний кераміко-художній завод у м. Вишневому.
Крім побутово-вжиткового виробництво порцеляни у СРСР несло ще й ідеологічне навантаження.
|                                                      | У 1933 році була всесоюзна постанова: забезпечити радянський народ фарфором, який раніше був йому недоступний. Може, і не треба було простому мужику — він їв дерев’яною ложкою з дерев’яного посуду, чи з фаянсового, чи з металевого, майолікового. Але це була ідеологічна спроба наповнити життя радянських людей. |
| — М.Козак, колишній головний художник Полонського ПЗ | |

 У повоєнні роки заводи фарфоро-фаянсової промисловості були оснащені устаткуванням автоматичної та напівавтоматичної дії, механізованими потоковими лініями, безперервно діючими конвеєрними сушарками та швидкісними печами випалу. Існуючі фабрики були перетворені на великі підприємства, у яких виробництво як посуду, так і малої пластики було поставлено на конвеєр. Але при цьому навіть у 1980—х роках великим залишався відсоток ручної праці, особливо у декоруванні посуду.В УРСР було відкрито багаті родовища каолінів, польового шпату та пегматиту.
З'являлися все нові виробництва. У 1947 році було створено Львівську експериментальну кераміко-скульптурну фабрику. У 1962—1967 роках збудовано нові фарфорові заводи потужністю 3 млн. екземплярів на рік кожний у Полтаві, Сумах, Тернополі, Бориславі, Синельниковому. У 1967 році в м. Береговому споруджено майоліковий завод потужністю 1 млн. екземплярів на рік. У восьмій п'ятирічці реконструйовано Полонський, Коростенський, Баранівський фарфорові заводи. В 1972 введено в дію новий завод в м. Дружківці (Донецька обл.) потужністю 25 млн. шт. виробів на рік. У 1982 році фарфоро-фаянсова промисловість республіки налічувала 18 заводів, у т. ч. 13 фарфорових, 2 фаянсові, 3 майолікові. Найбільші підприємства галузі — Баранівський фарфоровий завод імені В. І. Леніна, Будянський фаянсовий завод «Серп і молот», Коростенський фарфоровий завод імені Ф. Е. Дзержинського, Дружківський та Полонський фарфорові заводи. Існував спеціалізований Український НДІ Фарфоро-фаянсової промисловості. Випускався як повсякденний посуд з мінімальними декоративними елементами, так і сервізи, вази прикрашені яскравими візерунками у народному стилі, різноманітними декорами. 
У радянський час випуск художньої порцеляни українськими заводами становив 30 % від загальносоюзного. При цьому зростання кількості не відповідало росту якості, хоча існував контроль за якістю продукції. До кінця 1950-х років радянський порцеляновий посуд поділявся на вироби вищого, першого, другого та третього сорту. Сорт проставлявся внизу чи по боках клейма, також клейма відрізнялися за кольором - червоний, синій, зелений та чорний відповідно. З 1960-х років порцелянова промисловість випускала вироби першого (клеймо червоного кольору), другого (синій колір), третього (зелений) сорту.

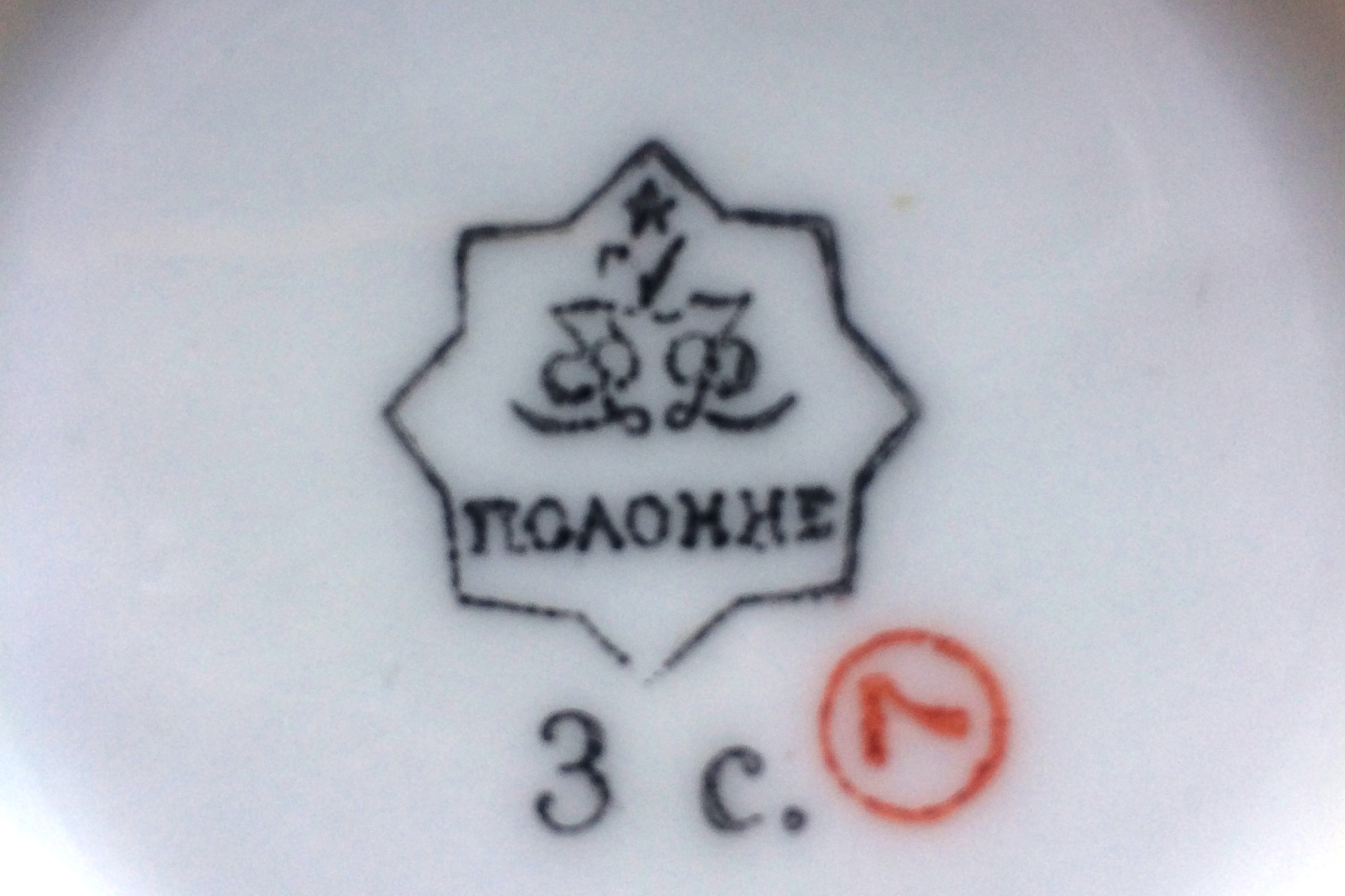
Клеймо виробу 3 сорту, Полонський ФЗ, 50-ті рр. ХХ ст.

Попит на порцеляновий посуд у СРСР був надмірним, наявність кількох сервізів, якими не користувались у побуті, була символом достатку радянського громадянина. Ці чинники також у подальшому вплинуть на долю порцелянової промисловості України.

### Після відновлення незалежності
На початку 90-х років XX століття Україна, здобувши незалежність, перейшла від планового командного до ринкового способу управління економікою. Багато підприємств України не змогли пристосуватися до ринкових відносин, збанкрутували або змінили профіль діяльності. Не стала винятком і порцеляново-фаянсова галузь. Підприємства галузі зазнають труднощів у конкуренції за якістю, ціною та зовнішнім виглядом виробів з продукцією іноземних експортерів.
Після адаптації деякий час успішно працюють такі заводи: Баранівський, Городницький, Коростенський та інші.Невеликий випуск налагоджено в Полтаві, Тернополі, Сумах. З кінця XX століття виробництво порцеляни стає все масовішим. На виробництві вводиться повна механізація.
У 2006 році силами 16 заводів виробництво української порцеляни становило 32 млн виробів на місяць.
Станом на 2007 рік в галузі працювало 11 підприємств, серед яких в Житомирській області — 8. Загальна чисельність працівників галузі становила близько 7 тис. осіб, з яких в Житомирській області — близько 4,2 тис. Частка від загального обсягу виробництва Житомирської області складала 46,2 відсотків. Друге місце обіймала Сумська область, у якій працювало одне підприємство — ЗАТ Сумський порцеляновий завод, а частка від загалу склала 32 %. Зростання виробництва до попереднього року становило 2,5 %. Хмельницька область, де працював тільки ЗАТ Полонська порцеляна посідала третє місце з загальною часткою в 17,5 %.
Занепад виробництва найбільших виробників вітчизняної порцеляни мало чим відрізнявся від банкрутства більшості український підприємств. Проблеми у виробників Коростеня почалися з другої половини 2007 року. Одне з провідних підприємств України з виробництва порцеляни, завод Коростенська порцеляна перебував на межі банкрутства. За радянських часів в Україні було 18 схожих заводів, але Коростенський вважали флагманом порцелянової галузі. Асортимент продукції складав майже 400 видів виробів, а більше половини продукції експортували у десятки країн — в усі регіони СНД, Балтійські країни, Молдову, Німеччину, Ізраїль, США.
Відтоді слава цього підприємства набула скандального забарвлення. Майно заводу розкрадалося, люди місяцями не отримували зарплатню, а якщо й отримували, то це були мізерні суми. Керівництво доводило завод до банкрутства. Впродовж 2007—2009 років перед працівниками заводу штучно була створена заборгованість у 1,5 млн грн та перед Пенсійним фондом України близько 5 млн грн, через що розглядалося питання його повторної націоналізації.
Аналогічна ситуація склалася на інших підприємствах Житомирщини — TOB Баранівський порцеляновий завод, КП Городницький порцеляновий завод, TOB Корал Довбиський порцеляновий завод, ДП Кам'янобрідський фаянс, ВАТ Романівський склозавод.
Галузь зазнала значних збитків під час фінансової кризи 2008—2009 року. На п'яти підприємствах галузі в Житомирській області випуск продукції порівняно з 2004 роком скоротився на 60 відсотків.
Як приклад, можна навести ситуацію навколо ВАТ Баранівський порцеляновий завод, в який інвестовані чималі кошти, завезено обладнання. Але через те, що держава не виконує належним чином свої функції по відношенню до підприємства, інвестори припиняють свої програми.
Через загрозу для унікальної поліської школи розпису порцеляни, представленої у виробах порцелянових підприємств Житомирщини, могла чекати сумна доля забуття і розбазарювання, оскільки частина цих заводів не працювала, а після їхньої приватизації зібраними там за багато десятиліть цінними колекціями посуду, різноманітних фігурок, декоративних та ужиткових предметів нові хазяї майже не цікавилися, обласна влада Житомира ухвалила рішення про проведення інвентаризації асортиментних кабінетів і музеїв низки підприємств області, що приватизувалися — ТОВ Баранівський фарфоровий завод, ЗАТ «Коростенський фарфор», КП «Городницький фарфоровий завод», ТОВ «Корал Довбиський фарфоровий завод», ДП «Кам'янобрідський фаянс», ВАТ «Романівський склозавод» та передачу колекційної порцеляни до музеїв.
Полонський порцеляновий завод був одним із провідних підприємств порцелянової промисловості України. Засноване у 1889 році підприємство виготовляло побутові вироби і санітарний фаянс на базі місцевої сировини та палива. На випуск порцеляни завод перейшов з 1933 року. Ще у 2000 році підприємство було найбільшим виробником порцелянового посуду в Україні і одним з найбільших в СНД. Продукція заводу користувалася великим попитом як в Україні, так і за її межами. На даний момент діяльність заводу була призупинена через велику заборгованість, як із заробітної плати, так і через борг перед Пенсійним фондом, податковою інспекцією та комунальниками. На ЗАТ Полонський фарфор заборгованість по зарплаті станом на перше червня 2008 року складала понад 26 тисяч гривень. Підприємство було визнане збитковим, відмічено спад виробництва на 23 %. Причиною занепаду підприємства є зростання цін на енергоносії, плинність кадрів через нестабільність виплати зарплати, зростання конкуренції через нелегальне ввезення дешевої імпортної продукції, зокрема китайської.
Сумський порцеляновий завод залишався єдиним в Україні діючим підприємством, яке виробляло порцеляновий посуд. Протягом 9 місяців 2009 року на підприємстві спостерігалося зменшення темпів приросту продукції на 30,6 % до відповідного періоду минулого року. Колектив планував нарощування виробничих потужностей, розширення асортименту виробів і ринків збуту, зміцнення економіки. Сумське підприємство — чи не єдине серед споріднених в Україні, яке зуміло вистояти в умовах економічної кризи. 
У 2013 році трьома заводами виготовлялося ледь менше 2 млн виробів.
До 2013 року в Україні залишилося три діючих порцелянових заводи (Довбиський, Дружківський і Сумський). 20 травня 2013 року за результатами розгляду їх спільного звернення Міжвідомча комісія з міжнародної торгівлі України ухвалила рішення щодо проведення спеціального розслідування відносно імпорту до України порцелянового посуду. За результатами розслідування ММРТ, 23 квітня 2014 року уряд України встановив спеціальне мито в розмірі 35,6 % на імпорт до країни посуду, столового й кухонного приладдя з порцеляни незалежно від країни походження. В травні 2017 року мито було скасоване.

## Сучасність
Станом на 2020 рік єдиним підприємством по виробництву столової порцеляни в Житомирській області залишився Довбиський порцеляновий завод. Працює Олевський завод електротехнічної порцеляни. Продовжується випуск керамічних виробів повсякденного вжитку та декору інтер'єру у Полонному та Слов'янську. З видобувних підприємств можна назвати ДП «Шпат», яке більше 20 років забезпечує сировиною підприємства фарфоро-фаянсової промисловості як на території України, так і за кордоном.  Одним з незвичних напрямків є виробництво колекційних наперстків.

## Проблеми
Отже, нагальними проблемами в українській порцеляно-фаянсовій галузі, як і в цілому в легкій промисловості є:
- засилля внутрішнього ринку імпортними виробами, які завозяться в Україну без належного митного оформлення за цінами, які значно нижчі від реальних. Це негативно позначається на реалізації продукції українських підприємств. За експертною оцінкою на внутрішньому ринку порцеляновий посуд вироблений в Україні займає лише 10-20 %;
- не проводиться сертифікація виробів, що завозяться, на відповідність санітарно-гігієнічним вимогам, які ставляться до виробів вітчизняних підприємств (не контролюється якість сировини з якої вони виготовляються та декоруються);
- велика енергоємність виробництва;
- незадовільна якість, звідки низька конкурентоспроможність українських виробів з порцеляни.

## Ринок
Щодо насичення українського ринку товарами іноземного походження, то близько 70 відсотків усього імпорту фарфоро-фаянсової продукції припадає на вироби китайського походження. Окрім цього на українському ринку представлені порцеляно-фаянсові вироби із Білорусі, Росії, Чехії, Туреччини, Польщі, Німеччини, Великої Британії.
У 2009 році за даними відділу статистики Державної митної служби України в країну було імпортовано китайських порцеляно-фаянсових виробів на суму 1741 тисяча доларів США. У порівнянні з 2008 роком, коли цей обсяг становив 8086 тисяч доларів США відбулося значне скорочення постачань.
За даними Євразійської економічної комісії (ЄЕК), у 2009—2011 роках обсяги постачання столового і кухонного посуду (переважно з Китаю) до країн Митного союзу (Білорусь, Росія, Казахстан) збільшилися на 65,1 %. Щодо внутрішнього ринку, то, за даними маркетингової компанії «Синергія», доля китайської порцеляни на українському ринку за ці ж два роки зросла з 63,4 % до 76,6 %.
На антикварному ринку великим попитом користуються рідкісні вироби Корецького заводу, Волокитинської мануфактури, Межигірської фаянсової фабрики. Також цінується посуд перших десятиліть Радянської влади, прикрашений пропагандистськими гаслами, портретами комуністичних вождів, агітаційна скульптура. Викликають цікавість у колекціонерів малі скульптурні форми, які вироблялись невеликими тиражами. Також на вторинному ринку існує стійкий попит на радянський посуд у гарному стані, з огляду на його екологічну безпеку та дешевизну. 

## Підприємства
Загалом порцеляново-фаянсова та керамічна промисловість України мала у своєму складі такі підприємства, більшість з яких закриті:
- Довбиський порцеляновий завод
- Дружківський порцеляновий завод
- Сумський порцеляновий завод
- Баранівський порцеляновий завод
- Бориславський порцеляновий завод[36]
- Будянський фаянсовий завод
- Волокитинська порцелянова мануфактура
- Городницький порцеляновий завод
- Кам'янобрідський фаянсовий завод
- Керамічний завод Анджейовського (Київ)
- Київський експериментальний кераміко-художній завод
- Коростенський порцеляновий завод
- Межигірська фаянсова фабрика
- Олевський порцеляновий завод
- Полонський завод художньої кераміки
- Полонський порцеляновий завод
- Полтавський порцеляновий завод
- Полянківський порцеляновий завод[37]
- Порцеляновий завод «Плесо»
- Синельниківський порцеляновий завод
- Славутська порцелянова фабрика[38]
- Слов'янський керамічний комбінат
- Слов'янський порцеляновий завод
- Тернопільський порцеляновий завод
- Токарівська порцелянова фабрика[38]

## Дослідження
Відомості про перші заводи на території України уривчасті. Особливістю питання також є те, що не маючи своєї державності, Україна зі своїми виробництвами сприймалася дослідниками як невід'ємна частина їхніх держав. Так польські дослідники взагалі не розглядали українські порцеляново-фаянсові виробництва власне як українські, а досліджували (і досліджують) їх у контексті історії польського фарфору та фаянсу. З російських дослідників дореволюційного часу вперше всі відомості про центри порцелянового і фаянсового виробництва в Україні яко малоросії зібрав і систематизував А. Селіванов.
Власне історію порцелянових та фаянсових заводів саме в українському вимірі здійснив у еміграції Володимир Січинський у книзі «Українська порцеляна». У часи СРСР цю тему досліджували: Л. Долинський, Л. Андреєва, Н. Онацький, Ф. Петракова, М. Соколов У новому тисячолітті з'являються праці на тему українського фарфору та фаянсу, як у історичному вимірі, так і художньому, таких авторів, як  С.І. Дуденко,.  І. Никифоренко,  О.В. Школьна. 